# Brandon Trost
Brandon Scott Trost, född 29 augusti 1981 i Los Angeles i Kalifornien, är en amerikansk filmfotograf, manusförfattare och filmregissör, som bland annat har skrivit och regisserat filmen The FP (2011) tillsammans med brodern Jason Trost, samt agerat som filmfotograf på filmer som Crank: High Voltage, Halloween II, MacGruber, Ghost Rider: Spirit of Vengeance och That's My Boy. Han är också samarbetspartner med Seth Rogen, och har agerat som filmfotograf på hans filmer This Is the End, Bad Neighbours, The Interview, The Night Before och Bad Neighbours 2. Han har dessutom regisserat filmen An American Pickle från 2020, som är hans första film som soloregissör.
Brandon Trost är även krediterad som filmfotograf på filmerna Sonic the Hedgehog 2 och Sonic the Hedgehog 3, som bägge är uppföljare till den första filmen Sonic the Hedgehog från 2020. Filmerna är baserade på spelet Sonic the Hedgehog från 1991.

## Biografi
Brandon Scott Trost föddes den 29 augusti 1981 i Los Angeles i Kalifornien, som son till Karen (född French) och Ron Trost. Han är bland annat systerson till den framlidne skådespelaren Victor French. Han växte upp i Frazier Park i Kalifornien tillsammans med sina två syskon Jason och Sarah Trost.

## Influenser
Brandon Trost har tidigare angett Andrew Laszlo som en av sina absoluta favoriter inom filmfotobranschen, och har kallat hans film Streets of Fire för "en av de mest fantastiska filmerna från 1980-talet".

## Filmografi (i urval)

### Regissör

#### Långfilmer
- 2011 – The FP
- 2020 – An American Pickle

#### TV-serier
- 2017 – Future Man (TV-serie)
- 2024 – Knuckles (TV-serie)

### Filmfotograf

#### Filmer
- 2007 – He Was a Quiet Man
- 2009 – Crank: High Voltage
- 2009 – Halloween II
- 2010 – MacGruber
- 2011 – The FP
- 2011 – Ghost Rider: Spirit of Vengeance
- 2012 – That's My Boy
- 2012 – The Lords of Salem
- 2013 – This Is the End
- 2014 – That Awkward Moment
- 2014 – Bad Neighbours
- 2014 – The Interview
- 2015 – The Diary of a Teenage Girl
- 2015 – Scouts Guide to the Zombie Apocalypse
- 2015 – The Night Before
- 2016 – Bad Neighbours 2
- 2016 – Popstar: Never Stop Never Stopping
- 2017 – The Disaster Artist
- 2018 – Can You Ever Forgive Me?
- 2019 – Extremely Wicked, Shockingly Evil and Vile
- 2021 – Dear Evan Hansen
- 2022 – Sonic the Hedgehog 2
- 2022 – Bros
- 2024 – Sonic the Hedgehog 3
- 2025 – The Naked Gun

#### TV-serier
- 2017 – Future Man (TV-serie)
- 2018 – Barry (TV-serie)
- 2019 – The Righteous Gemstones (TV-serie)
- 2024 – Knuckles (TV-serie)

### Skådespelarinsatser
- 1996 – Kazaam
- 1998 – Rushmore
- 2009 – Crank: High Voltage
- 2010 – MacGruber
- 2013 – This Is the End
- 2019 – Extremely Wicked, Shockingly Evil and Vile